# Geowanderweg Sonsbeck

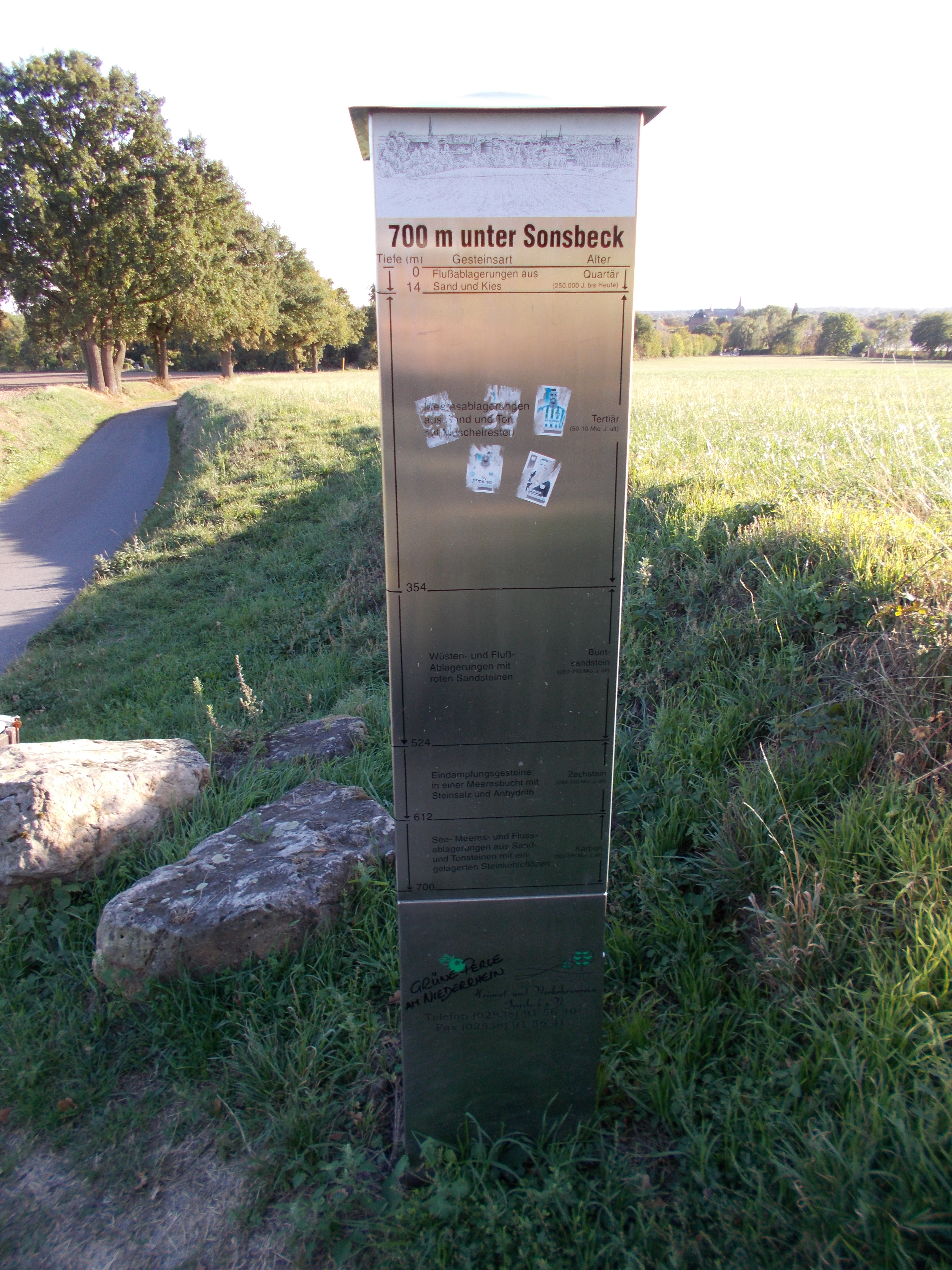
Station am Geowanderweg Sonsbeck

Der Geowanderweg Sonsbeck ist ein 1,2 km langer Lehrpfad über die eiszeitliche Stauchmoränenlandschaft der Sonsbecker Schweiz im Kreis Wesel.

## Beschreibung
Als Rundweg angelegt führt der Geowanderweg Sonsbeck vom Römerturm an der St.-Gerebernus-Kapelle über den Bögelscher Weg bis zum Aussichtsturm auf dem Dürsberg durch die hügelige Landschaft. Entlang der Strecke befinden sich sechs Stationen mit bebilderten Schautafeln, die über die geologischen Besonderheiten der Gegend und ihrer Entstehung informieren. Zahlreiche Pausenplätze mit Holzbänken laden zum Verweilen ein. Über den Dassendaler Weg kommt man zum Findlingsweg. Auf elf Stationen sind Findlinge und Driftsteine aus den verschiedenen Epochen der Erdgeschichte aufgestellt. Sie wurden bei Auskiesungen am Niederrhein gefunden. Von hier aus ist es nicht mehr weit bis zum Ausgangspunkt.
Der Aussichtsturm auf dem Dürsberg ist seit einigen Jahren wegen Statikproblemen gesperrt. Demnächst soll jedoch ein neuer gebaut werden.
Der Geowanderweg Sonsbeck ist inzwischen Bestandteil und Endpunkt des Fernradwanderweges GeoRoute Lippe, der vom westfälischen Ahlen bis nach Sonsbeck führt.

## Geschichte
Die Idee, einen geologischen Wanderweg in Sonsbeck anzulegen, stammt von dem Archäologen und Sachbuchautor Wolfgang Dassel (* 1943; † 2005). Neben seiner Tätigkeit als Ingenieur beim Geologischen Landesamt in NRW engagierte er sich in der Öffentlichkeitsarbeit. Zusammen mit dem Heimat- und Verkehrsverein Sonsbeck realisierte er 1984 den Lehrpfad in der Sonsbecker Schweiz. Die Moränenlandschaft verdankt ihre Entstehung den eiszeitlichen Gletschern der Saale-Kaltzeit vor 250 000 Jahren. Vom Aussichtsturm auf dem Dürsberg, mit 100 m über dem Meeresspiegel eine der höchsten Erhebungen des Niederrheinischen Höhenrückens, hat man einen guten Blick auf eine bogenförmige Struktur, die den Endstand einer Gletscherzunge kurz vor Xanten zeigt. Im Laufe der Jahre konnte Wolfgang Dassel mit seinen Führungen und Erzählungen entlang des Geologischen Wanderweges viele Besucher begeistern.
2005 wurde der Geowanderweg vom Heimat- und Verkehrsverein Sonsbeck neu angelegt und die Schautafeln der sechs Stationen erneuert und ergänzt. Findlinge aus Tertiär- und Tiefengestein dienen dabei als Wegmarken. Bis jedoch der Findlingsweg angelegt wurde, mochte es noch einige Jahre dauern. Die Idee hierfür stammt von Maximilian Bittner, einem Mitglied vom Verein für Denkmalpflege Sonsbeck e.V. Die Findlinge sollen Spaziergängern einen anschaulichen Eindruck geben welche Gesteine im sonsbecker Untergrund und Umland zu finden sind. Die Firma Hülskens GmbH & Co KG in Wesel stellte der Gemeinde Sonsbeck dafür einige Findlinge vom Niederrhein zur Verfügung, die man bei Auskiesungsarbeiten fand. Der Geologische Dienst NRW in Krefeld klärte die Gesteinssorte und ihre Herkunft.
Am 13. September 2012 wurde der Findlingsweg für die Öffentlichkeit freigegeben. 2014 wurde die neue Eingangstafel eingeweiht.

## Findlingsweg
Standort
Die Findlinge auf den 11 Stationen des Findlingsweges stammen von Auskiesungen am Niederrhein bei Büderich und Ginderich (Wesel). Nicht alle wurden mit den skandinavischen Gletschern in die Region verfrachtet. Manche kamen eingebettet in Drifteisschollen aus dem Süden. Einige enthalten Fossilien von Meerestieren und Pflanzen, andere sind uralte Tiefengesteine aus den Anfängen der Erdgeschichte:
| # | Stein                                             | Herkunft                                                 | Alter                                    | Petrografie |
| - | ------------------------------------------------- | -------------------------------------------------------- | ---------------------------------------- | --- |
|   | Tertiär-Quarzit (Braunkohlenquarzit)              | Niederrheinische Bucht                                   | 23,8 – 5 Mio. Jahre (Miozän)             | Gelbliches bis grauweißes, hartes, dichtes Quarzgestein aus marinen Sanden des Oberoligozäns hervorgegangen. |
|   | Tertiärer Feinsandstein                           | Niederrheinische Bucht                                   | 28,4 – 23,8 Mio. Jahre (Oberoligozän)    | Grau bis braungrauer fein bis mittelkörniger Sandstein. |
|   | Basalt                                            | Eifel (Siebengebirge)                                    | 33,5 – 5 Mio. Jahre (Ogilozän – Miozän)  | Basises, dunkel gefärbtes Ergussgestein (Vulkanit). Hauptbestandteile sind Quarz, Feldspat und Augit. |
|   | Dolomit                                           | Eifel (Bergisches Land)                                  | 392 – 381 Mio. Jahre (Mitteldevon)       | Gelblichgrauer, fossilarmer Dolomitstein. Dolomit ist eine magnesiumreiche Art des Kalkspats. Durch magnesiumhaltige Lösungen, die entlang von Gebirgsstörungen auftreten, kann Kalkstein in Dolomit umgewandelt werden.                             |
|   | Quarzitischer Feinsandstein                       | Eifel                                                    | 5 – 1,8 Mio. Jahre (Pliozän)             | Grauer bis bräunlichgrauer, quarzitischer Feinsandstein mit grauen sinterartigem Überzug aus Quarz (Siliziumdioxid) |
|   | Buntsandstein                                     | Eifeler Triasbucht, Spessart, Odenwald, Schwarzwald      | 251 – 245 Mio. Jahre (Untere Trias)      | Rot bis rotweiß gefärbter Fein- bis Grobsandstein mit einzelnen Tongeröllen (Tongallen) |
|   | Milchquarz                                        | Rheinisches Schiefergebirge                              | 320 – 258 Mio. Jahre (Oberkarbon – Perm) | Hell- bis weißgrauer Quarz, durch mikroskopische Flüssigkeitseinschlüsse während des Kristallwachstums undurchsichtig milchig verfärbt. |
|   | Devon Quarzit (rötlich)                           | Rheinisches Schiefergebirge (südlicher Taunus)           | 417 – 358 Mio. Jahre (Devon)             | Metamorphes, dunkel- bis schwarzgrau gefärbtes, fein- bis mittelkörniges Gestein; die rote Farbe auf den Schichtflächen geht auf Belege von Eisenoxid (Hämatit) zurück.                                                                              |
|   | Devon Quarzit (bräunlich)                         | Rheinisches Schiefergebirge (südlicher Taunus)           | 417 – 358 Mio. Jahre (Devon)             | Metamorphes, grau bis bräunlichgrau gefärbtes, fein- bis mittelkörniges Gestein. |
|   | Phyllitischer Ton- und Schluffstein (Tonschiefer) | Rheinisches Schiefergebirge (südlicher Taunus), Ardennen | 417 – 358 Mio. Jahre (Devon)             | Metamorphes, dunkel- bis schwarzgrau gefärbtes, unter hohen Druck-Temperatur-Verhältnissen der Gebirgsbildung hervorgegangenes „geschiefertes“ Sedimentgestein mit neu gebildeten, seidig glänzenden Schichtsilikaten (Muskovit, Diorit und Chlorit) |
|   | Grauwacke                                         | Rheinisches Schiefergebirge                              | 417 – 296 Mio. Jahre (Devon – Karbon)    | Grau bis bräunlichgraues, mittel- bis grobkörniges Gestein mit 50 – 70 % Quarz, 2 – 30 % Feldspat und 2 – 13 % Gesteinsfragmenten. |
|   | Gneis                                             | Skandinavien                                             | < 1.000 Mio. Jahre                       | Metamorphes Kristallin- oder Sedimentgestein. Orthogneis wird aus magmatischen Gesteinen gebildet und ist meist rötlich gefärbt. Paragneis ist aus einem Sedimentgestein hervorgegangen und oft grau-weiß gefärbt.                                   |
|   | Granit                                            | Skandinavien                                             | 300 000 – 1.900 Mio. Jahre               | Saures, fein- bis grobkörniges, magmatisches Tiefengestein (Plutonit), bestehend aus Quarz, Feldspat und Glimmer. |